# Тэтчер, Маргарет
Ма́ргарет Хи́льда Тэ́тчер, бароне́сса Тэ́тчер (англ. Margaret Hilda Thatcher, Baroness Thatcher; урождённая Ро́бертс;
13 октября 1925, Грантем — 8 апреля 2013, Лондон) — британская государственная и политическая деятельница. Премьер-министр Великобритании в 1979—1990 годах, лидер Консервативной партии в 1975—1990 годах, баронесса с 1992 года. Первая женщина, занявшая этот пост, а также первая женщина, ставшая премьер-министром европейского государства. Премьерство Тэтчер стало самым продолжительным в XX веке. Получив прозвище «железная леди» за резкую критику советского руководства, она воплотила в жизнь ряд консервативных мер, ставших частью политики так называемого «тэтчеризма».
Будучи главой правительства, провела политические и экономические реформы для преодоления того, что она считала упадком страны. Её политическая философия и экономическая политика основывались на дерегуляции, в особенности финансовой системы, обеспечении гибкого рынка труда, приватизации государственных компаний и уменьшении влияния профсоюзов. Высокая популярность Тэтчер во время первых лет её правления уменьшилась из-за рецессии и высокого уровня безработицы, но снова увеличилась во время Фолклендской войны 1982 года и экономического роста, что привело к её переизбранию в 1983 году.
Тэтчер была переизбрана в третий раз в 1987 году, но предложенный закон о подушном налоге (англ. poll tax) и взгляды на роль Британии в Европейском союзе были непопулярны среди членов её правительства. После того, как Майкл Хезелтайн оспорил её лидерство в партии, Тэтчер была вынуждена подать в отставку с поста главы партии и премьер-министра.

## Молодость и образование

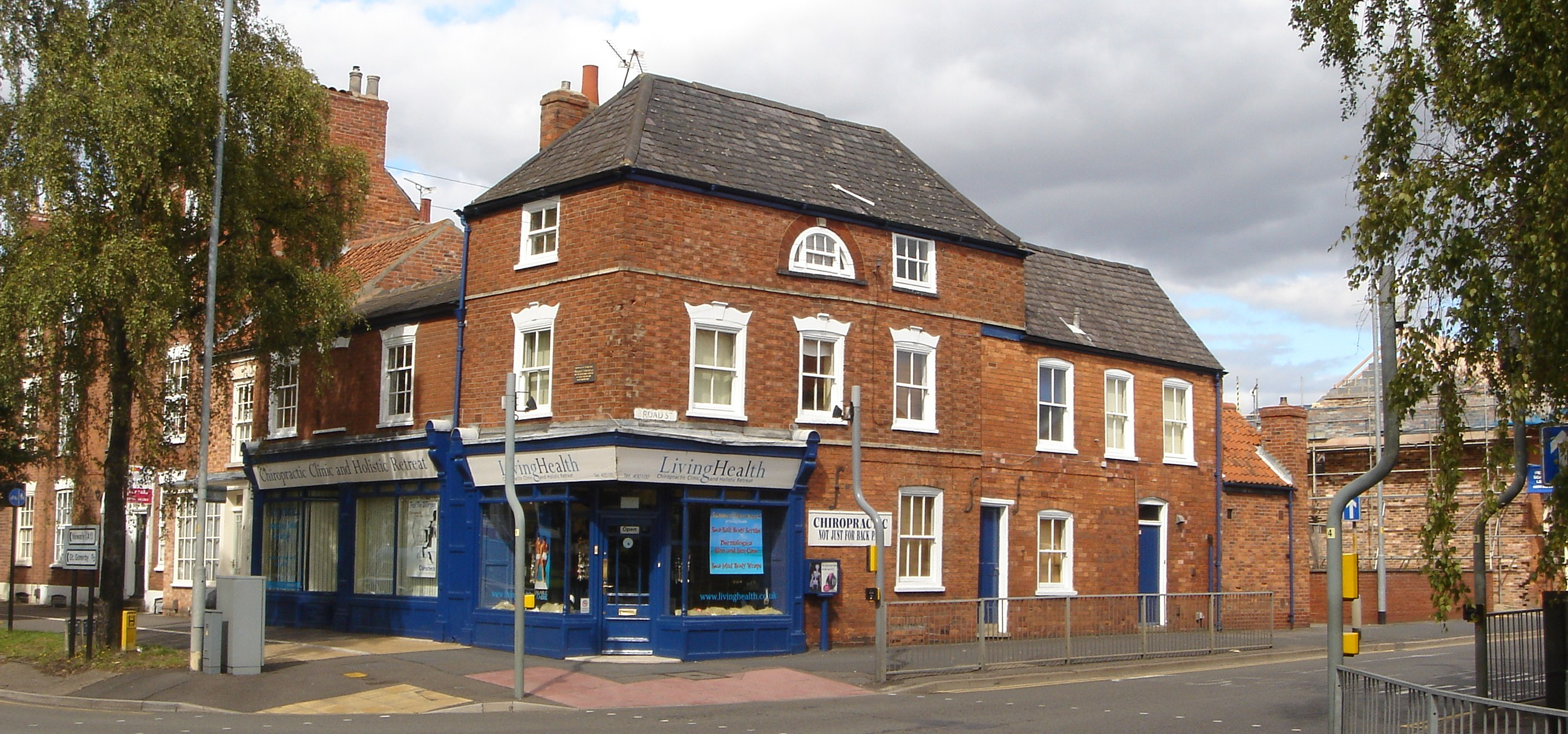
Дом в Грантеме, в котором родилась М. Тэтчер

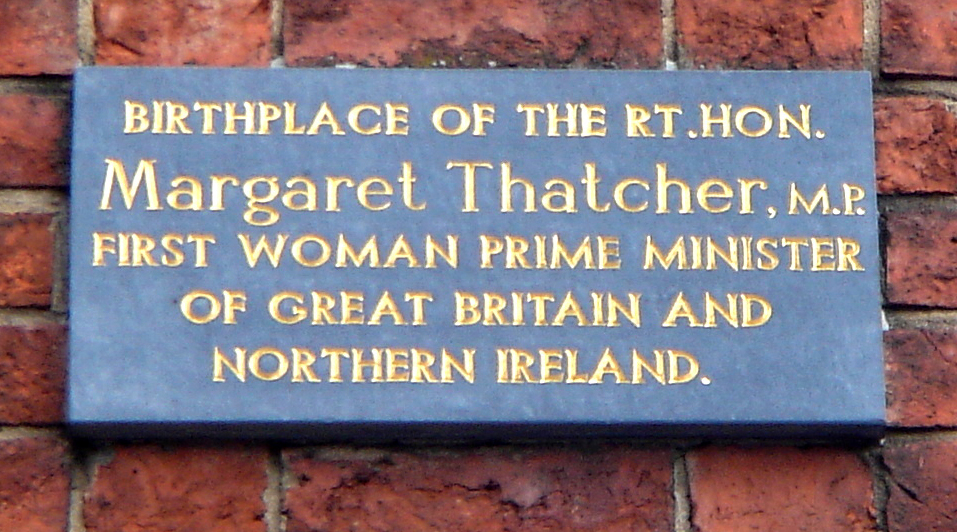
Памятная доска на доме, в котором родилась М. Тэтчер

Маргарет Хильда Робертс родилась 13 октября 1925 года. Отец — Альфред Робертс родом из Нортгемптоншира, мать — Беатрис Робертс (в девичестве Стефенсон) (1888—1960) родом из Линкольншира, портная. Один из дедов — сапожник, другой — стрелочник. Детство провела в городе Грантеме, где её отец владел двумя бакалейными лавками. Вместе со старшей сестрой Мьюриэл была воспитана в квартире над одной из бакалейных лавок отца, расположенной недалеко от железной дороги. Отец Маргарет принимал активное участие в местной политике и жизни религиозной общины, будучи Олдерменом и методистским пастором. По этой причине дочери были воспитаны им в строгих методистских традициях. Сам Альфред родился в семье либеральных взглядов, однако, как это было тогда принято в органах местного самоуправления, был беспартийным. В период с 1945 по 1946 год был мэром Грантема, а в 1952 году, после убедительной победы Лейбористской партии на муниципальных выборах 1950 года, в результате которых партия впервые получила большинство в Совете Грантема, перестал быть олдерменом.
Маргарет посещала начальную школу на Хантингтауэр-роуд, затем получила стипендию для обучения в Школе для девочек Кестевена и Грэнтема. Отчёты об учебной успеваемости Маргарет свидетельствуют о прилежности и постоянной работе ученицы над самосовершенствованием. Она ходила на факультативные занятия по игре на пианино, хоккею на траве, плаванию и спортивной ходьбе, курсы поэтического мастерства. В 1942—1943 годах была старостой школы. В последний год обучения в школе по подготовке к университету подала заявку на стипендию для изучения химии в Сомервиль-колледж Оксфордского университета. Хотя первоначально был получен отказ, после отказа другого претендента Маргарет всё-таки удалось получить стипендию. В 1943 году она приехала в Оксфорд и в 1947-м после четырёх лет изучения химии получила диплом с отличием второй степени, став бакалавром естественных наук. В последний год обучения работала в лаборатории Дороти Ходжкин, где занималась рентгеноструктурным анализом антибиотика грамицидин С.
После окончания обучения Маргарет Робертс устроилась на работу химиком в компанию, занимавшуюся производством пластмасс, а затем перешла на работу в пищевой гигант J. Lyons and Co. Команда, в которую входила молодой химик Робертс, работала над качеством начинок для тортов и пирогов, а также участвовала в разработке способа получения мягкого мороженого с помощью вспенивания мороженого воздухом.

## Начало политической карьеры
В 1946 году Маргарет стала председателем Ассоциации Консервативной партии Оксфордского университета. Наибольшее влияние на её политические взгляды во время обучения в университете оказала работа Фридриха фон Хайека «Дорога к рабству» (1944), в которой вмешательство правительства в экономику страны рассматривалось как предтеча авторитарного государства.
После окончания университета Робертс переехала в Колчестер в английском графстве Эссекс, где работала химиком-исследователем в компании BX Plastics. В это же время вступила в местную ассоциацию Консервативной партии и приняла участие в партийной конференции в Лландидно 1948 года в качестве представителя Консервативной ассоциации выпускников университета. Один из оксфордских друзей Маргарет был также другом председателя Дартфордской ассоциации Консервативной партии в Кенте, которая занималась поиском кандидатов на выборы. Председатели ассоциации были настолько впечатлены Маргарет, что уговорили её принять участие в выборах, хотя сама она не входила в одобренный список кандидатов от Консервативной партии: Маргарет была избрана кандидатом только в январе 1951 года и включена в избирательный список. На праздничном обеде, организованном после её официального утверждения в качестве кандидата от Консервативной партии в Дартфорде в феврале 1951 года, Робертс познакомилась с успешным и состоятельным разведённым бизнесменом Денисом Тэтчером. В ходе подготовки к выборам она переехала в Дартфорд, где устроилась химиком-исследователем в компании J. Lyons and Co., занимаясь разработкой эмульгаторов, использовавшихся при производстве мороженого.
На всеобщих выборах февраля 1950 года и октября 1951 года Робертс приняла участие в выборах в парламент от округа Дартфорд, где традиционно побеждали лейбористы. Как самый молодой кандидат и единственная баллотировавшаяся женщина она привлекла внимание прессы. Несмотря на проигрыш в обоих случаях Норману Доддсу, Маргарет удалось уменьшить поддержку лейбористов среди электората сначала на 6000 голосов, а затем ещё на 1000 голосов. В ходе предвыборной кампании её поддерживали родители, а также Денис Тэтчер, за которого она вышла замуж в декабре 1951 года. Денис также помог своей жене стать членом ассоциации адвокатов — в 1953 году она стала барристером со специализацией по вопросам налогообложения. В этом же году в семье родилась двойня — дочь Кэрол и сын Марк.

### Член Парламента
В середине 1950-х годов Тэтчер возобновила борьбу за место в парламенте. В 1955 году ей не удалось стать кандидатом от Консервативной партии на частичных выборах избирательном округе Орпингтон (англ. Orpington), однако в апреле 1958 года стала кандидатом в округе Финчли. На выборах 1959 года Тэтчер в ходе тяжёлой предвыборной кампании всё-таки одержала победу, став членом Палаты общин, которым была до 1992 года. В своей первой речи в качестве парламентария она выступила в поддержку Закона о государственных органах, требуя от местных советов публичности своих собраний, а в 1961 году отказалась поддержать официальную позицию Консервативной партии, проголосовав за восстановление наказания в виде сечения розгами.
В октябре 1961 года Тэтчер была выдвинута на должность парламентского заместителя министра пенсий и государственного социального страхования в кабинете Гарольда Макмиллана. После поражения Консервативной партии на парламентских выборах 1964 года она стала представителем партии по вопросам жилищного строительства и земельной собственности, отстаивая право арендаторов выкупать муниципальные жилые дома. В 1966 году Тэтчер стала членом теневой команды Государственного казначейства и в качестве делегата выступала против предложенного лейбористами обязательного контроля цен и доходов, утверждая, что это приведёт к обратным результатам и разрушит экономику страны.
На партийной конференции Консервативной партии 1966 года она подвергла критике политику высоких налогов, проводившуюся лейбористским правительством. По её мнению, это было «не просто шагом на пути к социализму, сколько шагом на пути к коммунизму». Тэтчер подчёркивала необходимость сохранения низких налогов в качестве стимула для усердной работы. Она также была одним из немногих членов Палаты общин, поддержавших освобождение от уголовной ответственности гомосексуалов и проголосовавших за легализацию абортов и запрет охоты на зайца с борзыми «по зрячему». Кроме того, Тэтчер поддерживала сохранение смертной казни и проголосовала против ослабления закона о порядке расторжения брака.
В 1967 году выбрана Посольством США в Лондоне для участия в Программе международных визитов, благодаря которой у Тэтчер появилась уникальная возможность по программе профессионального обмена в течение шести недель посетить города США, встретиться с различными политическими фигурами и посетить такие международные организации, как МВФ. Через год Маргарет стала членом Теневого кабинета официальной оппозиции, курируя вопросы, связанные с топливным сектором. Незадолго до всеобщих выборов 1970 года она занималась вопросами транспорта, а затем образования.

### Министр просвещения и науки (1970—1974)
На парламентских выборах 1970 года победу одержала Консервативная партия под руководством Эдварда Хита. В новом правительстве Тэтчер была назначена министром просвещения и науки. В первые месяцы пребывания на этом посту Маргарет привлекла внимание общественности из-за попытки урезать расходы в этой сфере. Она отдала приоритет академическим нуждам в школах и понизила расходы на государственную систему образования, в результате чего была отменена бесплатная выдача молока школьникам в возрасте от семи до одиннадцати лет. В то же время была сохранена выдача молока объёмом в одну третью пинты более маленьким детям. Политика Тэтчер вызвала шквал критики со стороны Лейбористской партии и СМИ, которые обозвали Маргарет «Margaret Thatcher, Milk Snatcher» (в переводе с английского языка — «Маргарет Тэтчер, похитительница молока»). В автобиографии Тэтчер впоследствии писала: «Я получила ценный урок. Навлекла на себя максимум политической ненависти за минимум политической выгоды».
Период пребывания Тэтчер с 1970 по 1974 год на посту министра просвещения и науки был также отмечен предложениями о более активном закрытии местными органами образования грамматических школ и введении единого среднего образования. В целом, несмотря на то, что Маргарет предполагала сохранить грамматические школы, доля учеников, посещавших единые средние школы, возросла с 32 до 62 %.

### Лидер оппозиции (1975—1979)

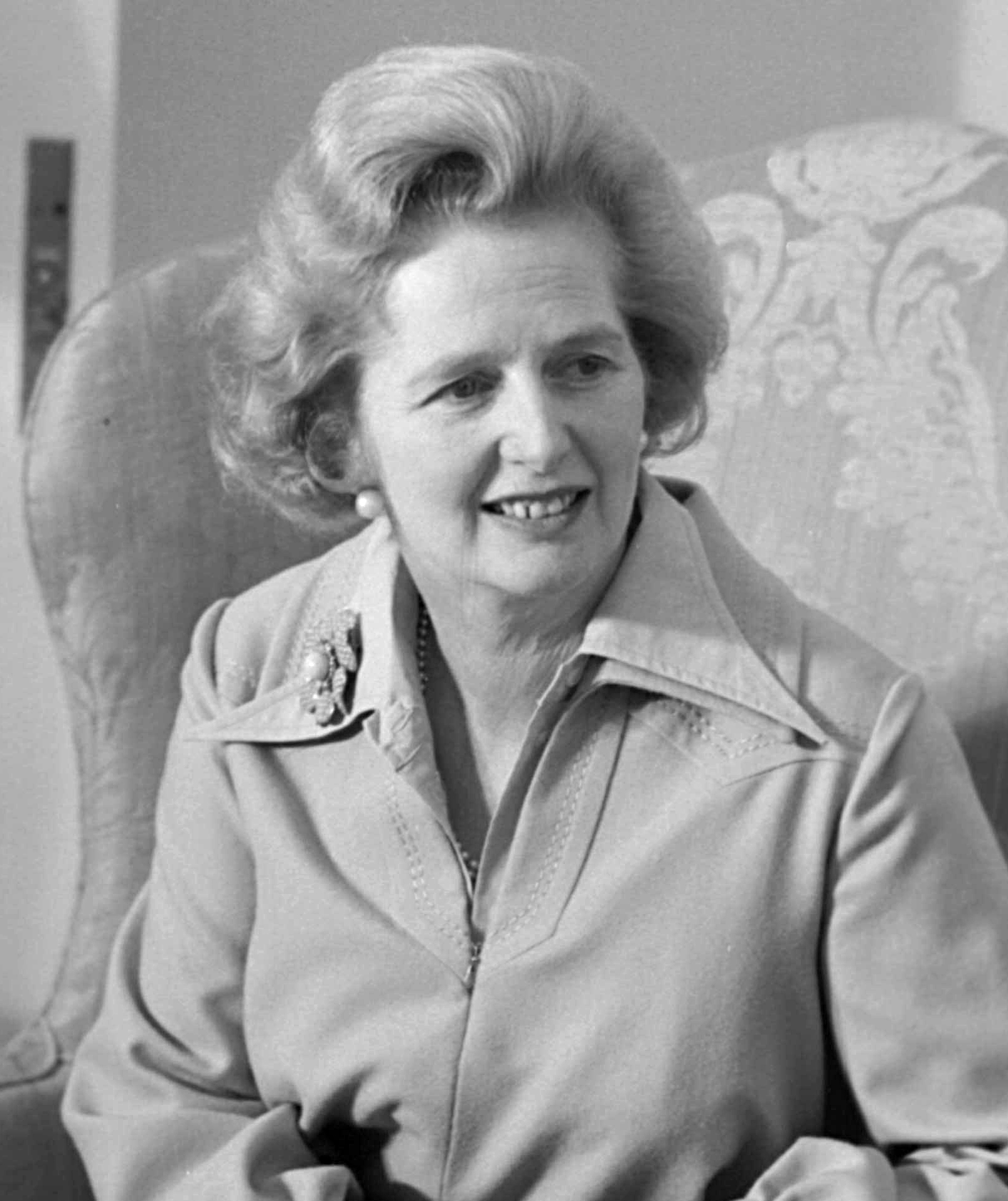
Маргарет Тэтчер, 1975 год

После ряда сложностей, с которыми столкнулось правительство Хита в течение 1973 года (нефтяной кризис, требования профсоюзов о повышении зарплат), на парламентских выборах февраля 1974 года Консервативная партия потерпела поражение от лейбористов. На очередных всеобщих выборах, состоявшихся в октябре 1974 года, результат консерваторов оказался ещё хуже. На фоне снижения поддержки партии среди населения Тэтчер вступила в борьбу за должность председателя Консервативной партии. Пообещав провести партийные преобразования, она заручилась поддержкой так называемого Комитета 1922 года, объединяющего консерваторов-членов Парламента. В 1975 году на выборах председателя партии Тэтчер в первом туре голосования одержала победу над Хитом, который был вынужден уйти в отставку. Во втором туре она победила Уильяма Уайтлоу, которого считали наиболее предпочтительным преемником Хита, а уже 11 февраля 1975 года официально стала председателем Консервативной партии, назначив Уайтлоу своим заместителем.
После избрания Тэтчер стала регулярно посещать официальные обеды в Институте экономических отношений — «мозговом центре», основанном магнатом, учеником Фридриха фон Хайека Энтони Фишером. Участие в этих встречах существенно повлияло на её взгляды, формировавшиеся теперь под влиянием идей Ральфа Харриса и Артура Селдона. В результате Тэтчер стала лицом идеологического движения, выступавшего против идеи государства всеобщего благосостояния. Брошюры института предлагали следующий рецепт восстановления британской экономики: меньше вмешательства государства в экономику, более низкие налоги и больше свободы для предпринимателей и потребителей.
19 января 1976 года Тэтчер выступила с резкой критикой Советского Союза:
Русские настроены на мировое господство, и они стремительно приобретают средства, необходимые для становления в качестве самого могущественного имперского государства, которое когда-либо видел мир. Людям в советском Политбюро не нужно беспокоиться по поводу быстрой смены общественного мнения. Они выбрали пушки вместо масла, в то время как для нас почти всё остальное важнее пушек.
В ответ на это газета Министерства обороны СССР «Красная звезда» опубликовала статью под названием «„Железная дама“ стращает…» (24 января 1976 года). В ней автор писал, что «железной дамой… именуют её в её собственной стране». (На самом деле, в Великобритании Маргарет Тэтчер изначально называли иначе. Например, 5 февраля 1975 года в лондонской газете «Daily Mirror» статья о Тэтчер называлась «The Iron Maiden» — «Железная дева».). Вскоре перевод этого прозвища в английской газете «The Sunday Times» как «железная леди» прочно закрепился за Маргарет.
Несмотря на восстановление британской экономики в конце 1970-х годов, лейбористское правительство столкнулось с проблемой общественного беспокойства по поводу дальнейшего пути развития страны, а также с серией забастовок зимой 1978—1979 годов (эта страница в истории Великобритании стала называться «Зимой несогласия»). Консерваторы, в свою очередь, устраивали регулярные нападки на лейбористов, прежде всего обвиняя их в рекордном уровне безработицы. После того, как в начале 1979 года правительство Джеймса Каллагана получило вотум недоверия, в Великобритании были объявлены внеочередные парламентские выборы.
Консерваторы построили свои предвыборные обещания вокруг экономических вопросов, доказывая необходимость приватизации и либеральных реформ. Они обещали бороться с инфляцией и добиваться ослабления профсоюзов, поскольку организуемые ими забастовки наносили значительный ущерб экономике.

## Премьерство

### Внутренняя политика
По итогам выборов 3 мая 1979 года консерваторы уверенно победили, получив 43,9 % голосов и 339 мест в Палате общин (лейбористы получили 36,9 % голосов и 269 мест в Палате общин), и 4 мая Тэтчер стала первой женщиной — премьер-министром Великобритании. На этом посту Тэтчер предприняла энергичные усилия по реформированию британской экономики и всего общества.
На парламентских выборах 1983 года руководимые Тэтчер консерваторы получили поддержку 42,43 % избирателей, в то время как лейбористы получили лишь 27,57 % голосов. Этому также способствовал и кризис в Лейбористской партии, предлагавшей дальнейшее увеличение государственных расходов, восстановление государственного сектора в прежнем объёме и увеличение налогов для богатых. Кроме того, в партии произошёл раскол, и влиятельная часть правых лейбористов («банда четырёх») основала Социал-демократическую партию, которая выступила на этих выборах совместно с Либеральной партией. Наконец, против лейбористов сыграли такие факторы, как агрессивность неолиберальной идеологии, популизм тэтчеризма, радикализация профсоюзов, а также Фолклендская война.
На парламентских выборах 1987 года консерваторы вновь победили, получив 42,3 % голосов против 30,83 % у лейбористов. Это было связано с тем, что Тэтчер, благодаря принятым ею жёстким и непопулярным мерам в экономике и социальной сфере, удалось добиться стабильного экономического роста. Начавшие активно поступать в Великобританию иностранные инвестиции способствовали модернизации производства и увеличению конкурентоспособности выпускаемой продукции. При этом правительству Тэтчер долгое время удавалось сохранять инфляцию на очень низком уровне. Кроме того, к концу 1980-х благодаря принимаемым мерам значительно сократился уровень безработицы.
Особое внимание со стороны СМИ уделялось взаимоотношениям премьер-министра с королевой, с которой еженедельно проводились встречи для обсуждения текущих политических проблем. В июле 1986 года британская газета The Sunday Times опубликовала статью, в которой автор утверждал о существовании разногласий между Букингемским дворцом и Даунинг-стрит по «широкому кругу вопросов, касающихся внутренней и внешней политики». В ответ на эту статью представители королевы опубликовали официальное опровержение, отвергнув любую возможность конституционного кризиса в Британии. После ухода Тэтчер с поста премьер-министра окружение Елизаветы II и далее называло «вздором» любые утверждения о том, что королева и премьер-министр конфликтовали друг с другом. Впоследствии бывший премьер-министр писала: «Я всегда считала отношение Королевы к работе Правительства совершенно корректным… рассказы о противоречиях между „двумя влиятельными женщинами“ были слишком хороши, чтобы их не придумывать».

#### Экономика и налогообложение
Существенное влияние на экономическую политику Тэтчер оказали идеи монетаризма и работы таких экономистов, как Милтон Фридман и Фридрих фон Хайек. Совместно с канцлером казначейства Джеффри Хау Тэтчер проводила политику, направленную на снижение прямых налогов на доход и повышение косвенных налогов, в том числе налога на добавленную стоимость. С целью снижения темпов инфляции и объёмов денежной массы была увеличена учётная ставка. В свою очередь, для борьбы с бюджетным дефицитом применялись крайне непопулярные меры: сокращены дотации оставшимся государственным предприятиям, сокращена помощь депрессивным регионам, снижены расходы на социальную сферу (образование и ЖКХ). Урезание расходов на высшее образование привело к тому, что Тэтчер стала первым послевоенным премьер-министром Великобритании, окончившим Оксфордский университет, который не получил статус почётного доктора университета (против этого выступили не только студенты, но и проголосовал управляющий совет). Созданные ею колледжи городских технологий не пользовались большим успехом. Для контроля расходов в сфере образования посредством открытия и закрытия школ было учреждено Консолидированное школьное агентство, которое, по словам Фонда социального рынка, пользовалось «необычайно диктаторскими полномочиями».
| ВВП и государственные расходы по функциональной классификации | %-изменение в реальном выражении с 1979/80 до 1989/90 |
| ------------------------------------------------------------- | ----------------------------------------------------- |
| ВВП                                                           | +23,3                                                 |
| Государственные расходы всего                                 | +12,9                                                 |
| Правопорядок                                                  | +53,3                                                 |
| Занятость населения и подготовка специалистов                 | +33,3                                                 |
| Здравоохранение                                               | +31,8                                                 |
| Социальная защита                                             | +31,8                                                 |
| Транспорт                                                     | −5,8                                                  |
| Торговля и промышленность                                     | −38,2                                                 |
| ЖКХ                                                           | −67,0                                                 |
| Оборона                                                       | −3,3                                                  |

Часть членов Консервативной партии из сторонников Эдварда Хита, входивших в Кабинет, не разделяла политику Тэтчер. После английских беспорядков 1981 года в британских СМИ открыто заговорили о необходимости коренных изменений в экономическом курсе страны. Однако на партийной конференции консерваторов 1980 года Тэтчер открыто заявила: «Поворачивайте, если хотите. Леди не поворачивает!»
В декабре 1980 года рейтинг Тэтчер упал до 23 % — самый низкий показатель, который когда-либо был у британских премьер-министров. После ухудшения ситуации в сфере экономики и углубления рецессии в начале 1980-х годов Тэтчер, несмотря на беспокойство со стороны ведущих экономистов, повысила налоги.
К 1982 году в экономике Великобритании наметились положительные сдвиги, свидетельствовавшие о её восстановлении: уровень инфляции снизился с 18 % до 8,6 %. Тем не менее впервые с 1930-х годов количество безработных составило свыше 3 млн человек. К 1983 году темпы экономического роста ускорились, а уровень инфляции и ставки кредитования по ипотеке достигли самых низких с 1970 года показателей. Несмотря на это, объём производства по сравнению с 1970 годом упал на 30 %, а количество безработных достигло своего пика в 1984 году — 3,3 млн человек.
К 1987 году уровень безработицы в стране снизился, состояние экономики стабилизировалось, а темпы инфляции были относительно низкими. Немаловажную роль в поддержании экономики Великобритании играли доходы от 90-процентного налога на североморскую нефть, которые в течение 1980-х годов также активно использовались для реализации реформ.
Согласно опросам общественного мнения, Консервативная партия пользовалась наибольшей поддержкой среди населения, а успешные для консерваторов результаты выборов местных советов сподвигли Тэтчер назначить на 11 июня парламентские выборы, хотя крайний срок для их проведения истекал только через 12 месяцев. По результатам выборов, Маргарет сохранила за собой пост премьер-министра Великобритании на третий срок.
В ходе своего третьего премьерского срока Тэтчер провела реформу налогообложения, доходы от которого шли в бюджеты органов местного самоуправления: вместо налога, основанного на номинальной арендной стоимости дома, был введён так называемый «коммунальный налог» (подушный налог), который в прежнем размере должен был выплачивать каждый совершеннолетний житель дома. В 1989 году этот тип налога был введён в Шотландии, а в 1990 году — в Англии и Уэльсе. Реформирование системы налогообложения стало одной из самых непопулярных мер в ходе премьерства Тэтчер. Общественное недовольство вылилось 31 марта 1990 года в крупные демонстрации в Лондоне, в которых приняло участие около 70 тысяч человек. Демонстрации на Трафальгарской площади, в конце концов, вылились в беспорядки, в ходе которых 113 человек было ранено, а 340 человек — арестовано. Крайнее недовольство налогом среди населения заставило преемника Тэтчер, Джона Мейджора, отменить его.

#### Приватизация
Политика приватизации стала неотъемлемой частью так называемого «тэтчеризма». После выборов 1983 года продажи государственных предприятий на рынке коммунальных услуг ускорились. Всего от продажи государственных промышленных предприятий правительство выручило более £29 млрд (например, двухэтапная приватизация производителя авиационных и промышленных двигателей Rolls-Royce принесла £1,6 млрд), а от продажи муниципального жилья — ещё £18 млрд.
Процесс приватизации, особенно убыточных государственных промышленных предприятий, способствовал улучшению ряда показателей этих предприятий, особенно производительности труда. Был приватизирован ряд предприятий в сфере добычи природного газа, водоснабжения и электроснабжения, которые, тем не менее, остались естественными монополиями, поэтому их приватизация не смогла привести к возникновению конкуренции на рынке. Несмотря на то, что Тэтчер всегда выступала против приватизации железной дороги, считая, что это станет для британского правительства тем же, что и Ватерлоо для Наполеона I, незадолго до своей отставки она согласилась на приватизацию компании British Rail, которая была реализована уже её преемником в 1994 году. Ряд компаний, подвергшихся приватизации, демонстрировали хорошие показатели и под государственным контролем. К примеру, компания British Steel значительно повысила свою производительность, оставаясь государственным предприятием, деятельность которого контролировалась назначенным правительством председателем в лице Яна Макгрегора, который за годы своей деятельности столкнулся с резким недовольством со стороны профсоюзов по поводу закрытия заводов и сокращения рабочих мест. Для компенсации потери прямого государственного контроля над приватизированными предприятиями правительством Великобритании было значительно расширено регулирование этой отрасли: были созданы такие регулирующие органы, как Управление по контролю за газоснабжением, Министерство телекоммуникаций и Национальное управление по проблемам рек.
В целом результаты от приватизации оказались двойственными, хотя потребители оказались в выигрыше благодаря снижению цен и улучшению производительности. Кроме того, благодаря массовой приватизации многие британцы стали акционерами, что легло в основу «народного капитализма».
Приватизация государственных активов сопровождалась финансовым дерегулированием с целью поддержки экономического роста. Джеффри Хау отменил валютное регулирование в 1979 году, позволив увеличить инвестирование капитала в иностранные рынки. А так называемый «Большой шок» 1986 года привёл к снятию большинства ограничений на Лондонской фондовой бирже. Правительство Тэтчер поддерживало рост в финансовом секторе и сфере услуг в качестве компенсации депрессивных тенденций в сфере промышленности. По словам политического экономиста Сьюзан Стрэйндж, эта политика привела к формированию «капитализма казино» (англ. casino capitalism), в результате которого спекуляции и финансовая торговля стали играть в экономике страны более важную роль, чем промышленное производство.

#### Трудовые отношения
В период своего премьерства Тэтчер проводила активную борьбу с влиянием профсоюзов, которые, по её мнению, негативно влияли на парламентскую демократию и экономические результаты ввиду регулярных забастовок. Первый премьерский срок Маргарет был отмечен рядом забастовок, организованных частью профсоюзов в ответ на новое законодательство, ограничившее их полномочия. В 1981 году в Брикстоне произошли серьёзные беспорядки, которые связывались с ростом безработицы, однако правительство Тэтчер не стало смягчать свою экономическую политику, являвшуюся причиной роста безработицы. В 1982 году она приняла участие в программе «Чтобы Польша была Польшей», чтобы выразить поддержку «Солидарности». В конечном итоге противостояние профсоюзов с правительством закончилось безрезультатно. Только 39 % членов профсоюзов проголосовало за Лейбористскую партию на парламентских выборах 1983 года. По мнению BBC, Тэтчер «удалось лишить профсоюзы власти почти на одно поколение».
Во время второго премьерского срока Тэтчер, не делая послаблений в проводимой политике, продолжала проведение прежнего экономического курса, а также начала более активную борьбу с влиянием профсоюзов: были приняты законы о запрете на принуждение ко вступлению в профсоюз, о запрете «забастовок солидарности», об обязательном предварительном предупреждении работодателей о начале забастовки и об обязательном тайном голосовании для принятия решения о начале забастовки. Кроме того, отменялось правило «закрытого цеха» о преимущественном приёме на работу членов ведущего на данном предприятии тред-юниона, соглашения с тред-юнионами о минимальной гарантированной зарплате. Из консультативных правительственных комиссий по вопросам экономической и социальной политики также были исключены представители профсоюзов.
Хотя усилия Тэтчер были направлены на недопущение ставших частыми в Великобритании массовых забастовок, она убеждала британцев в том, что эти меры помогут увеличить демократичность профсоюзов. Тем не менее вместе со значительными сокращениями на приватизированных убыточных предприятиях и быстрым ростом безработицы эта политика вылилась в крупные забастовки.
Забастовка шахтёров 1984—1985 годов стала крупнейшим проявлением конфронтации между профсоюзами и британским правительством. В марте 1984 года Национальное управление угольной промышленности выступило с предложением о закрытии 20 из 174 государственных шахт и сокращении на 20 тысяч рабочих мест (всего в отрасли работало 187 тысяч человек). Две трети шахтёров страны под руководством Национального союза горняков объявили общенациональную забастовку, а уже летом к шахтёрам присоединились работники транспорта и металлургии. Забастовка охватила всю страну и затронула многие отрасли экономики. Тэтчер отказалась принять условия бастующих и сравнила претензии шахтёров с фолклендским конфликтом, случившимся за два года до этих событий: «Нам пришлось бороться с врагом за пределами страны, на Фолклендских островах. Мы всегда должны знать о враге внутри страны, с которым труднее бороться и который представляет бо́льшую опасность для свободы». Спустя год после начала забастовки, в марте 1985 года, Национальный союз горняков был вынужден отступить. Ущерб для экономики страны от этих событий оценивался, по меньшей мере, в £1,5 млрд. Кроме того, забастовки стали причиной сильного падения курса фунта стерлингов по отношению к доллару США. Правительство Великобритании закрыло в 1985 году 25 нерентабельных шахт, а к 1992-му их число составило 97. Оставшиеся шахты были приватизированы. Последующее закрытие ещё 150 угольных шахт, часть из которых не была убыточной, привело к тому, что десятки тысяч человек лишились работы.
Как известно, шахтёры внесли свой вклад в отставку премьера Хита, поэтому Тэтчер была решительно настроена преуспеть там, где он потерпел неудачу. Для минимизации последствий забастовки британское правительство увеличило добычу нефти в Северном море и увеличило импорт нефти, а также следило за обеспечением работы тех, кто из-за боязни потерять работу не примкнул к бастующим, и настроило общественное мнение против участников забастовки и профсоюзов. Стратегия создания национальных запасов горючего топлива, назначение главой национального управления угольной промышленности Яна Макгрегора, который вёл борьбу с профсоюзами, а также подготовка к возможным забастовкам и мятежам британской полиции внесли существенный вклад в победу Тэтчер над профсоюзами. Результатом действий правительства стало окончание забастовки в 1985 году.
В 1979 году количество забастовок в Великобритании достигло своего пика (4583 забастовки, количество потерянных рабочих дней — более 29 млн). В 1984 году, в год шахтёрских забастовок, в стране проходила 1221 забастовка. В последующие годы премьерства Тэтчер количество забастовок стабильно падало: в 1990 году их было уже 630. Падало и количество членов профсоюзов: с 13,5 млн в 1979 году до 10 млн человек в 1990 году (год отставки Тэтчер).
Для борьбы с растущей безработицей правительство Тэтчер также пересмотрело систему помощи безработным: была урезана социальная помощь, снято регулирование квартирной платы государством, стимулировались неполный рабочий день, более ранний выход на пенсию, профессиональная переподготовка на более востребованные специальности, переезд в менее благополучные регионы страны. Кроме того, стимулировалось развитие мелкого бизнеса. Несмотря на значительный уровень безработицы в начале и середине 1980-х, благодаря отходу от традиционной послевоенной политики полной занятости многие промышленные предприятия сумели значительно улучшить свою конкурентоспособность, сократив издержки. В свою очередь, это способствовало экономическому росту.

#### Социальная сфера
Неоконсервативная политика Тэтчер коснулась не только сферы экономики, финансов и трудовых отношений, но и социальной сферы, на которую правительство страны стремилось распространить те же самые принципы и использовать идентичную стратегию — снижение расходов, приватизация и дерегулирование. Подобная политика позволила, с одной стороны, распространить элементы рынка в этой сфере, с другой стороны — укрепить контроль над ней со стороны центрального правительства.

#### Образование
В первые годы премьерства Тэтчер сфера образования не была основным приоритетом для правительства страны, которое было больше занято борьбой с инфляцией и профсоюзами, однако уже в 1981 году, после назначения министром образования Джозефа Кейта, обозначился поворот в политике, который стал отражением стремления Тэтчер взять под контроль деятельность образовательных учреждений и в то же время распространить на них рыночные законы, согласно которым выживает сильнейший, то есть школы, пользующиеся наибольшей популярностью.
Среди важных достижений Тэтчер в этой сфере стало введение так называемых схем субсидирования районов, согласно которому обучение учеников могло быть частично или полностью оплачено за счёт государственных средств. Это позволило талантливым детям из бедных семей посещать частные школы, обучение в которых было платным. Кроме того, родителям учеников было предоставлено право самостоятельно определять место обучения своих детей, а не направлять их в те школы, к которым они были приписаны, а также являться членами управляющих советов школ.
Законом об образовательной реформе 1988 года (англ. Education Reform Act 1988) в Великобритании вводились национальные учебные планы, в основе которых была идея получения учениками схожего образования независимо от типа школы и её местоположения. Были выделены «основные предметы», к которым были отнесены английский язык, математика и наука, а также «фундаментальные предметы» — история, география, технология, музыка, искусство и физика. В средней школе вводилось обязательное изучение иностранного языка.
Серьёзные меры были приняты со стороны Тэтчер по поводу снижения роли и самостоятельности местных органов народного образования, которые занимались финансовым управлением школ. Вместо них финансы были переданы под контроль управляющих, среди которых было много и родителей учеников.
Законом 1988 года также вводился новый тип учреждений среднего образования — городские технологические колледжи, которые получили финансовую поддержку со стороны государства (при этом также финансировались со стороны частных спонсоров и благотворительных взносов). Обучение в этих колледжах было бесплатным.

#### Здравоохранение
На период премьерства Тэтчер пришлось возникновение эпидемии СПИДа, однако изначально Правительство страны оставалось безучастным в этом вопросе. Тема ВИЧ была поднята лишь в 1984 году, когда встал вопрос о необходимости обеспечения безопасности донорской крови. В результате в период с 1984 по 1985 год проблема СПИДа развивалась, в первую очередь, в контексте гемотрансфузии и борьбы с наркоманией.
Непопулярность этой темы в рамках деятельности британского правительства объяснялась несколькими причинами. Во-первых, существовало представление о том, что новый вирус распространён в первую очередь среди гомосексуалов и, в меньшей степени, среди маргинальных групп, поэтому он мало угрожал большинству граждан страны. Во-вторых, Консервативная партия стремилась противопоставить себя лейбористам, которые выступали в поддержку прав сексуальных меньшинств. В значительной степени это объяснялось приверженностью консерваторов более консервативным взглядам в вопросе семейных отношений и семейных ценностей. Исходя из этого, в 1986 году Министерство образования развернуло в школах кампанию против создания положительного образа гомосексуальности, а в 1988 году была принята известная поправка к Закону о местном самоуправлении, которая предписывала местным органам власти «не допускать содействия в распространении гомосексуальности или материалов с целью его поощрения», а также «не допускать в процессе обучения в школах материалов о приемлемости гомосексуальности».
В то же время принятая в 1986 году новая политика в сфере борьбы со СПИДом, заключавшаяся в распространении полового просвещения среди населения как единственно эффективного способа борьбы с эпидемией, предполагала сотрудничество и участие в её реализации групп наибольшего риска, в первую очередь ЛГБТ-сообщества. Таким образом, правительство к этому времени скорее придерживалось стратегии профилактических мер (призыв использовать презервативы, одноразовые шприцы), а не политики наказания или отчуждения основных групп риска, хотя и поддерживало образ гомосексуальности как аномального явления. В значительной степени, такая перемена в политике была вызвана боязнью эпидемии СПИДа среди гетеросексуальных пар, а также научными публикациями американских специалистов.
Однако уже в 1989 году, по мере исчезновения тревоги в обществе по поводу эпидемии СПИДа, произошли очередные перемены в политике по этому вопросу. Тэтчер, уверенная в преувеличении проблемы, распустила специальный отдел по вопросам СПИДа при Министерстве здравоохранения, а также отказалась финансировать академические исследования в сфере сексуального поведения. В результате СМИ снова стали писать об этой проблеме как о беде ЛГБТ-сообщества, а не традиционных сексуальных пар.

#### Проблема Северной Ирландии

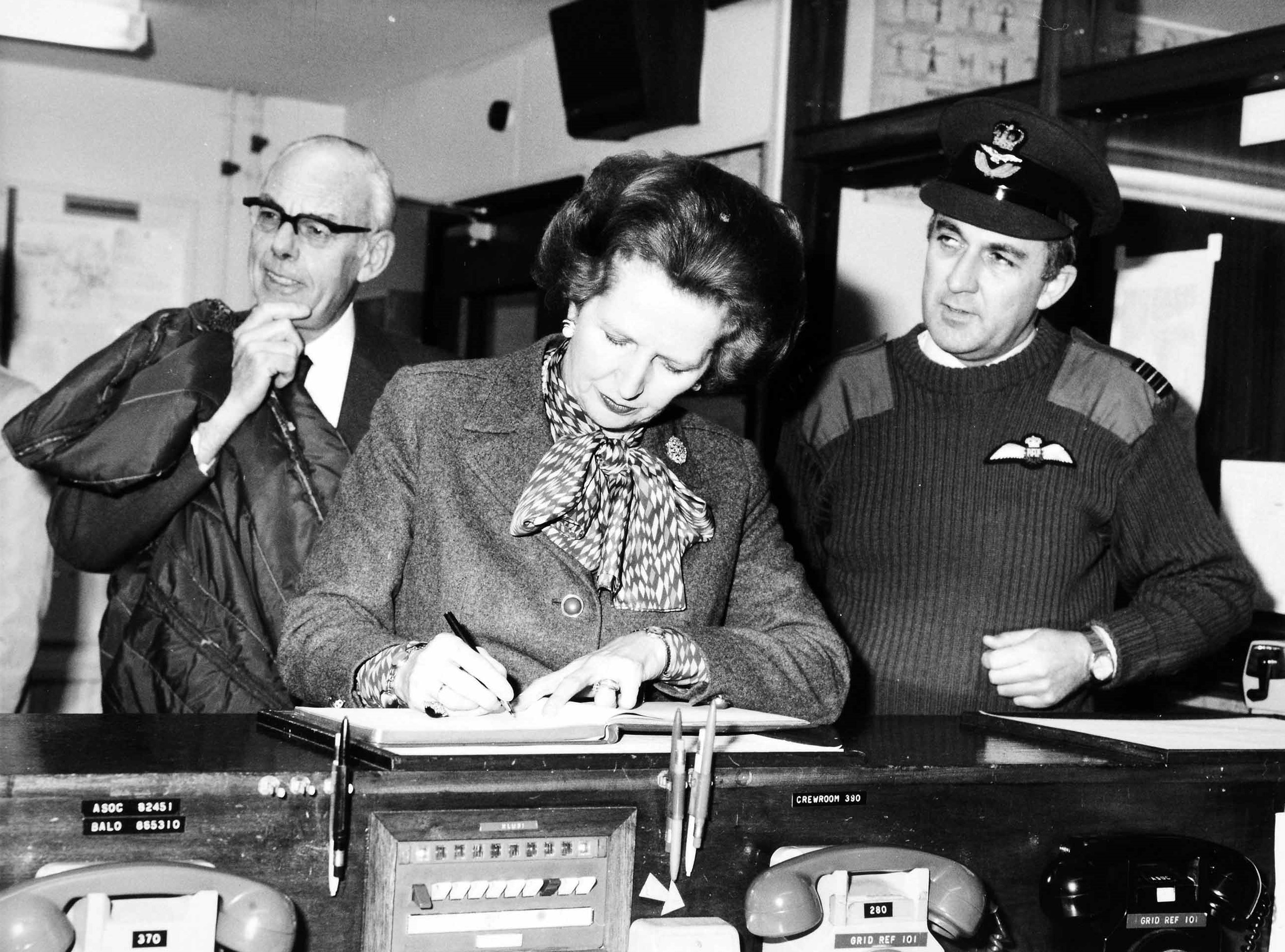
Маргарет и Денис Тэтчер в Северной Ирландии. 1982 г.

В 1981 году представители Временной Ирландской республиканской армии и Ирландской национальной освободительной армии, отбывавшие тюремное заключение в североирландской тюрьме Мэйз, устроили голодовку, требуя вернуть им статус политических заключённых, которого они были лишены предшествующим лейбористским правительством. Голодовку начал Бобби Сэндс, заявивший, что готов голодать до смерти, если правительство не пойдёт на улучшение условий отбывания заключения его сокамерниками. Однако Тэтчер отказалась идти на уступки. По её словам, «преступления есть преступления, и политического аспекта в данном случае нет». Тем не менее, британское правительство вело тайные переговоры с республиканскими лидерами, пытаясь положить конец голодовке. После смерти Сэндса и девяти других заключённых, которые голодали от 46 до 73 дней, заключённые ирландские националисты были уравнены в правах с другими заключёнными — членами вооружённых формирований, однако Тэтчер категорически отказалась предоставить им политический статус. Голодовка привела к эскалации насилия в Северной Ирландии, а в 1982 году политик из Шинн Фейн Дэнни Моррисон назвал Тэтчер «величайшей мерзавкой, которую мы когда-либо знали» (англ. the biggest bastard we have ever known).
12 октября 1984 года Ирландская республиканская армия совершила покушение на Тэтчер, взорвав бомбу в отеле в Брайтоне во время конференции консерваторов. В результате теракта были убиты пять человек, в том числе жена одного из членов Кабинета министров. Сама Тэтчер не пострадала и на следующий день открыла партийную конференцию. Как и было запланировано, она выступила с докладом, что вызвало поддержку со стороны политических кругов и увеличило её популярность среди общественности.
6 ноября 1981 года Тэтчер и ирландский премьер-министр Гаррет Фицджеральд учредили Англо-ирландский межправительственный совет, в рамках которого проводились регулярные встречи между представителями обоих правительств. 15 ноября 1985 года Тэтчер и Фицджеральд подписали в замке Хиллсборо Англо-ирландское соглашение, по которому воссоединение Ирландии должно было произойти только в случае поддержки данной идеи большинством населения Северной Ирландии. Кроме того, впервые в истории британское правительство предоставило Ирландской Республике консультационные функции в управлении Северной Ирландией. Предписывался созыв межправительственной конференции в составе ирландских и британских официальных лиц для обсуждения политических и иных вопросов, относящихся к Северной Ирландии, при этом Ирландская Республика представляла интересы североирландских католиков.
Подписанное соглашение вызвало резкую критику со стороны юнионистов, представлявших преимущественно интересы протестантского населения и выступавших за сохранение Ольстера в составе Великобритании и против вмешательства Ирландии в дела Северной Ирландии. Заместитель главы юнионистов-демократов Питер Робинсон даже назвал его «актом политической проституции». К протестной кампании под лозунгом «Ольстер говорит нет» во главе с юнионистами присоединилось более 100 тысяч человек.
Член Консервативной партии Иэн Гау ушёл с поста государственного министра в Казначействе, и все 15 юнионистов-членов Палаты общин покинули свои места; только один из них вернулся в результате последовавших 23 января 1983 года парламентских довыборов.

### Внешняя политика

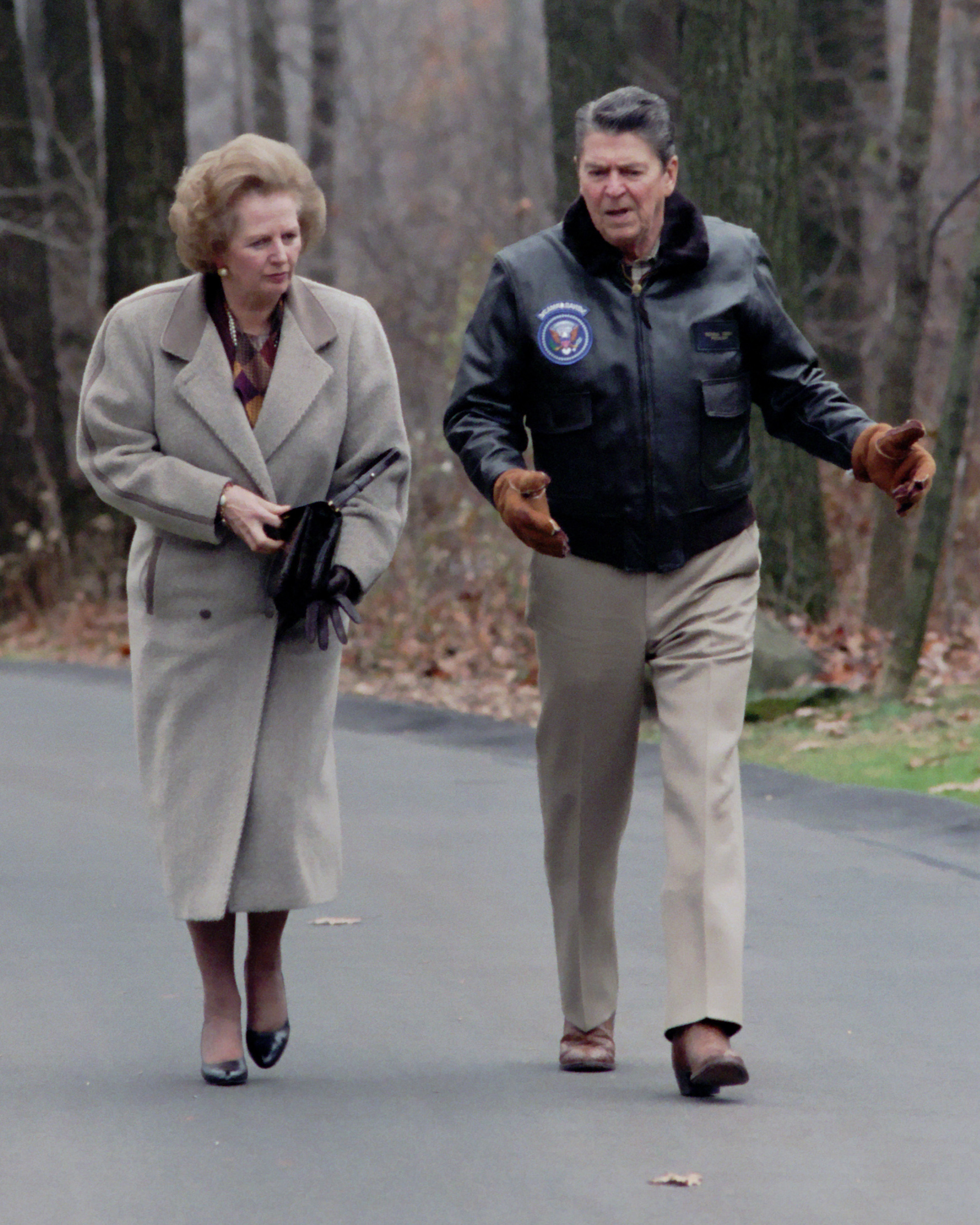
Маргарет Тэтчер и Рональд Рейган. Кэмп-Дэвид, 1986 год

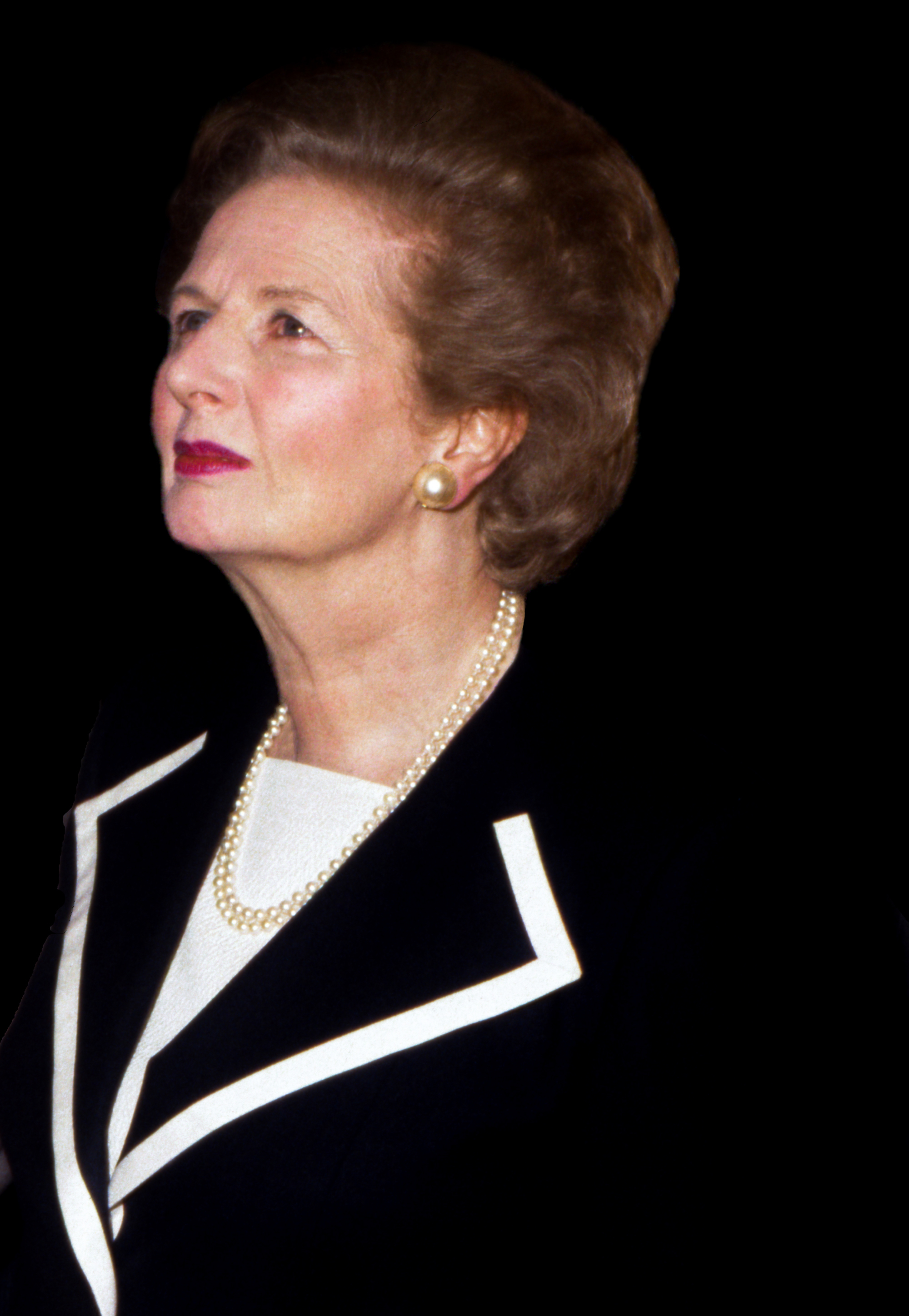
Маргарет Тэтчер во время визита в СССР, 8 июня 1990 года

Во внешней политике Тэтчер ориентировалась на США и поддерживала инициативы Рональда Рейгана в отношении СССР, к которому оба политика относились с недоверием. В ходе своего первого премьерского срока она выступила в поддержку решения НАТО о развёртывании в Западной Европе ракет наземного базирования BGM-109G и ракет малой дальности Першинг-1А, а также разрешила американским военным, начиная с 14 ноября 1983 года, разместить более 160 крылатых ракет на военно-воздушной базе США Гринэм-Коммон, расположенной в английском Беркшире, чем вызвала массовые протесты со стороны Кампании за ядерное разоружение. Кроме того, Великобритания при Тэтчер закупила на сумму более чем £12 млрд (в ценах 1996—1997 годов) ракеты системы «Трайдент» для установки на своих ПЛАРБ, которыми предполагалось заменить ракеты «Поларис». В результате ядерные силы страны утроились.
Таким образом, в вопросах обороны британское правительство всецело полагалось на США. Значительную огласку получило в январе 1986 года «дело Вестлэнда». Тэтчер приложила все усилия к тому, чтобы национальный производитель вертолётов «Westland» отказался от предложения о слиянии со стороны итальянской компании «Agusta» в пользу предложения от американской компании «Sikorsky Aircraft». Впоследствии государственный секретарь обороны Великобритании Майкл Хезелтайн, поддерживавший сделку с «Agusta», подал в отставку.
2 апреля 1982 года аргентинский десант высадился на британских Фолклендских островах, спровоцировав начало Фолклендской войны. Наступивший кризис, как показала история, стал ключевым событием в годы премьерства. По предложению Гарольда Макмиллана и Роберта Армстронга, Тэтчер стала создателем и председателем военного кабинета, который к 5—6 апреля поставил перед ВМФ Великобритании задачу вернуть контроль над островами. 14 июня аргентинские военные сдались, а военная операция завершилась успехом для британской стороны, хотя в ходе конфликта было убито 255 британских военных и три жителя Фолклендских островов. Аргентинская сторона потеряла 649 человек (из них 323 человека погибло в результате потопления британской атомной подводной лодкой аргентинского крейсера «Генерал Бельграно»). В ходе конфликта Тэтчер подверглась критике за пренебрежение вопросами обороны Фолклендских островов, а также за решение о потоплении «Генерала Бельграно». Тем не менее Тэтчер смогла задействовать все военные и дипломатические возможности для восстановления суверенитета Великобритании над островами. Эта политика была с одобрением встречена британцами, что заметно укрепило пошатнувшиеся позиции консерваторов и лидерство Тэтчер в партии перед парламентскими выборами 1983 года. Благодаря «фолклендскому фактору», экономическому восстановлению начала 1982 года и разногласиям среди лейбористов Консервативной партии во главе с Тэтчер удалось одержать победу на выборах.
В сентябре 1982 года Тэтчер посетила Китай, где с Дэном Сяопином обсудила возможное будущее суверенитета Гонконга. Китай был первым коммунистическим государством, которое посетила Тэтчер. До этого премьер-министры Великобритании Китай никогда не посещали. Во время встречи Тэтчер искала согласие от КНР на продолжение британской аренды территории Гонконга, но Дэн неизменно придерживался мнения, что весь Гонконг должен быть китайской территорией. При этом, Дэн Сяопин заявил о своей готовности урегулировать вопрос суверенитета с британским правительством на официальных переговорах, и оба правительства обещали сохранить стабильность и процветание Гонконга. После двухлетних переговоров Тэтчер уступила правительству КНР и подписала в 1984 году в Пекине объединённую китайско-британскую декларацию, согласившись передать КНР суверенитет Гонконга в 1997 году.
Тэтчер, в отличие от многих консерваторов, прохладно относилась к идее дальнейшего углубления европейской интеграции. В 1988 году в своей речи в Брюгге она выступила против инициатив ЕЭС о повышении централизации в принятии решений и создания федеративных структур. Хотя в целом Тэтчер выступала за членство Великобритании в интеграционном объединении, она считала, что роль организации должна быть ограничена вопросами обеспечения свободной торговли и эффективной конкуренции. Несмотря на позицию канцлера казначейства Найджела Лоусона и министра иностранных дел Джеффри Хау, Маргарет выступала категорически против участия страны в Европейском механизме валютных курсов, предшественнике Европейского валютного союза, полагая, что это наложит ограничения на британскую экономику. Однако Джону Мейджору удалось переубедить Тэтчер, и в октябре 1990 года Великобритания стала участником механизма.
Роль Британского Содружества при Тэтчер уменьшилась. Разочарование Тэтчер в этой организации объяснялось повышенным, с её точки зрения, интересом Содружества к урегулированию положения на юге Африки на условиях, не отвечавших требованиям британских консерваторов. Тэтчер рассматривала Содружество лишь как полезную структуру для ведения переговоров, не представлявших большой ценности.

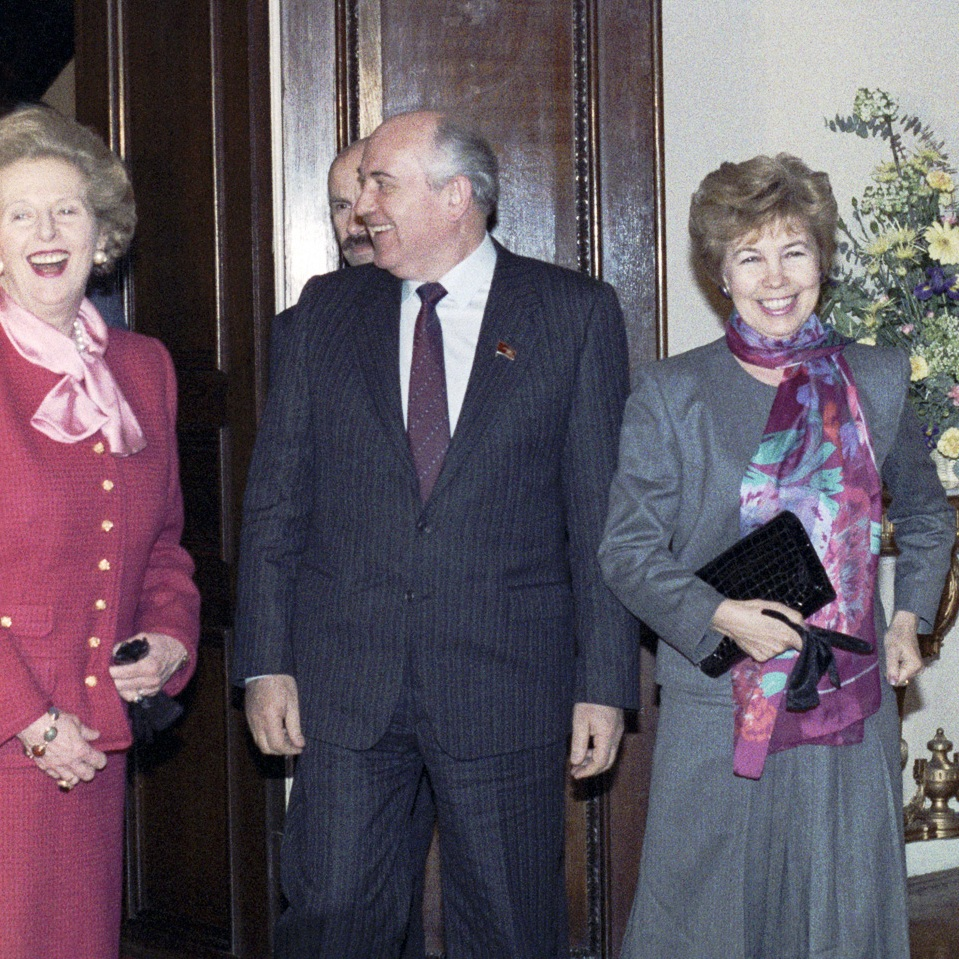
Визит в Великобританию Генерального секретаря ЦК КПСС Михаила Горбачёва в 1989 году

Тэтчер одной из первых среди западных политиков положительно оценила реформистские настроения советского лидера Михаила Горбачёва, с которым впервые провела переговоры в Лондоне в декабре 1984 года. Известна её фраза о Горбачёве после этих переговоров: «С этим человеком можно иметь дело». Ещё в ноябре 1988 года — за год до падения Берлинской стены и восточноевропейских социалистических режимов — Тэтчер впервые открыто заявила о конце «холодной войны»: «Теперь мы не в состоянии холодной войны», так как «новые отношения широки как никогда». 21 марта — 1 апреля 1987 года Тэтчер посетила Советский Союз и встретилась с Михаилом Горбачёвым и Председателем Совета Министров СССР Николаем Рыжковым. Изначально она выступала против возможного объединения Германии. По её словам, это «приведёт к изменению послевоенных границ, и мы не можем позволить этого, так как подобное развитие событий поставит под вопрос стабильность всей международной ситуации и может угрожать нашей безопасности». Кроме того, Тэтчер опасалась, что единая Германия будет в большей степени сотрудничать с СССР, отодвинув на второй план НАТО. В то же время премьер-министр выступала в поддержку независимости Хорватии и Словении.

### Отставка
В ходе выборов председателя Консервативной партии, состоявшихся в 1989 году, соперником Тэтчер выступал мало кому известный член Палаты общин Энтони Майер. Из 374 членов парламента, состоявших в Консервативной партии и обладавших правом голоса, за Тэтчер проголосовало 314 человек, в то время как за Майера — 33 человека. Её сторонники в партии посчитали результат успехом и отвергли любые утверждения о том, что внутри партии существовали разногласия.
В ходе своего премьерства Тэтчер имела второй самый низкий средний уровень поддержки у населения (около 40 %) среди всех послевоенных премьер-министров Великобритании. Опросы общественного мнения свидетельствовали о том, что её популярность была ниже популярности Консервативной партии. Однако уверенная в себе Тэтчер всегда настаивала на том, что её мало интересуют различные рейтинги, указывая на рекордную поддержку в ходе парламентских выборов.
Согласно опросам общественного мнения, проведённым в сентябре 1990 года, рейтинг лейбористов был на 14 % выше рейтинга консерваторов, а к ноябрю консерваторы уступали лейбористам уже 18 %. Вышеуказанные рейтинги, а также воинственная личность Тэтчер и игнорирование ею мнения коллег стали причиной разногласий внутри Консервативной партии. В итоге именно партия первой избавилась от Маргарет Тэтчер.
1 ноября 1990 года Джеффри Хау, последний из первого Кабинета Тэтчер 1979 года, покинул пост заместителя премьер-министра после того, как Тэтчер отказалась согласовать сроки присоединения Великобритании к единой европейской валюте.
На следующий день Майкл Хезелтайн объявил о своём желании возглавить Консервативную партию. Согласно опросам общественного мнения, именно его личность могла помочь консерваторам обогнать лейбористов. Хотя Тэтчер удалось занять первое место в ходе первого тура голосования, Хезелтайн заручился достаточным количеством голосов (152 голоса) для проведения второго тура. Маргарет изначально намеревалась продолжить борьбу до победного конца во втором туре, однако после консультаций с Кабинетом она приняла решение сняться с выборов. После аудиенции у Королевы и своей заключительной речи в Палате общин Тэтчер покинула пост премьер-министра. Своё смещение с должности она посчитала предательством.
Должность премьер-министра Великобритании и председателя Консервативной партии перешла к Джону Мейджору, во главе с которым Консервативной партии удалось одержать победу на парламентских выборах 1992 года.

## После отставки
После ухода с поста премьер-министра Тэтчер в течение двух лет была членом Палаты общин от Финчли. В 1992 году, в возрасте 66 лет, она приняла решение покинуть британский парламент, что, по её мнению, давало ей возможность более открыто высказывать своё мнение по тем или иным событиям.

### После ухода из Палаты общин
После ухода из Палаты общин Тэтчер стала первым бывшим премьер-министром Великобритании, учредившим фонд. В 2005 году из-за финансовых трудностей он был закрыт. Тэтчер написала два тома мемуаров: «The Downing Street Years» (1993) и «The Path to Power» (1995).
В июле 1992 года Маргарет была нанята табачной компанией «Philip Morris» в качестве «геополитического консультанта» с должностным окладом в $250 000 и ежегодным взносом в $250 000 в её фонд. Кроме того, за каждое публичное выступление она получала $50 000.
В августе 1992 года Тэтчер призвала НАТО остановить устроенную сербами резню в боснийских городах Горажде и Сараево, положив конец этническим чисткам периода Боснийской войны. Она сравнила ситуацию в Боснии с «худшими крайностями нацистов», заявив, что ситуация в крае может стать новым Холокостом. Тэтчер также выступила в Палате лордов с критикой Маастрихтского договора, который, по её словам, «она никогда не подписала бы».
На фоне роста заинтересованности западных нефтяных компаний в энергоресурсах Каспийского моря в сентябре 1992 года Тэтчер посетила Баку, где приняла участие в подписании соглашения о проведении оценочных разработок месторождений «Чираг» и «Шах-Дениз» между Правительством Азербайджана и компаниями — английской British Petroleum и норвежской Statoil.

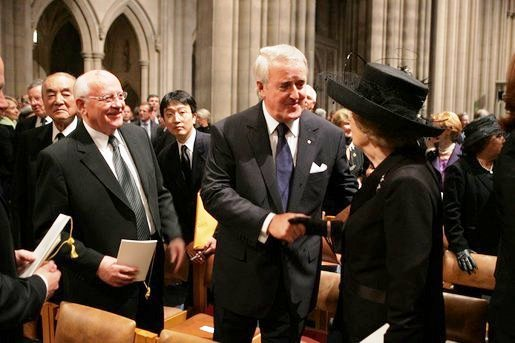
Тэтчер с Горбачёвым (слева) и Малруни (в центре) на похоронах Рональда Рейгана в июне 2004 года

В период с 1993 по 2000 годы Тэтчер была почётным ректором Колледжа Вильгельма и Марии в американском штате Виргиния, а с 1992 по 1999 годы — почётным ректором Букингемского университета (первого частного университета Великобритании, учреждённого ею в 1975 году).
После избрания Тони Блэра председателем Лейбористской партии в 1994 году Тэтчер назвала его «самым опасным лидером лейбористов со времён Хью Гейтскелла».
В 1998 году после ареста испанскими властями бывшего чилийского диктатора Аугусто Пиночета, которому предстояло предстать перед судом за массовое нарушение прав человека, Тэтчер призвала к его освобождению, сославшись на ту поддержку, которую он оказал Великобритании в ходе Фолклендского конфликта. В 1999 году она посетила бывшего политика, находившегося под домашним арестом в пригороде Лондона. Пиночет был освобождён по решению министра внутренних дел Джека Стро в марте 2000 года по медицинским причинам.
В ходе парламентских выборов 2001 года Тэтчер поддерживала консерваторов, хотя и не одобрила кандидатуру Иана Дункана Смита на пост лидера Консервативной партии, как это было в случае с Джоном Мейджором и Уильямом Хейгом. Тем не менее непосредственно после выборов она отдала предпочтение Дункану Смиту, а не Кеннету Кларку.
В марте 2002 года Тэтчер выпустила книгу «Искусство управления государством: стратегии для меняющегося мира», которую посвятила Рональду Рейгану (книга издавалась также на русском языке). В ней Маргарет высказала свою позицию по ряду международных политических событий и процессов. Она утверждала, что на Ближнем Востоке не будет мира до тех пор, пока не будет свергнут Саддам Хусейн; писала о необходимости Израиля жертвовать территорией в обмен на мир, утопичности Европейского союза. По её мнению, Британии нужно пересмотреть условия своего членства в ЕС или даже покинуть интеграционное образование, присоединившись к НАФТА.

### После 2002 года
26 июня 2003 года умер муж Маргарет — Денис. 3 июля он был кремирован.
11 июня 2004 года Тэтчер присутствовала на похоронах Рональда Рейгана. Ввиду проблем со здоровьем была заранее сделана видеозапись её надгробной речи. Потом Тэтчер вместе с окружением Рейгана отправилась в Калифорнию, где посетила поминальную службу и церемонию погребения в Президентской библиотеке Рональда Рейгана.

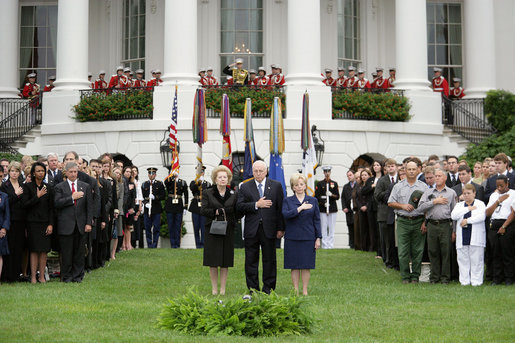
Тэтчер на поминальной службе в честь пятилетия со дня террористических актов 11 сентября 2001 года. Справа — Дик Чейни и его жена

Своё 80-летие отпраздновала 13 октября 2005 года в лондонской гостинице Mandarin Oriental Hotel. Среди гостей числились Елизавета II, Филипп Эдинбургский, Александра Кентская и Тони Блэр. Джеффри Хау, который также присутствовал на торжествах, заявил, что «её настоящий триумф трансформировал не только одну, сколько обе партии, поэтому, когда лейбористы вернулись к власти, большая часть принципов тэтчеризма была принята ими как данность».
В 2006 году Тэтчер в качестве гостя Дика Чейни посетила в Вашингтоне официальную поминальную службу в память о террористических актах 11 сентября 2001 года. В ходе визита встретилась с государственным секретарём США Кондолизой Райс.
В феврале 2007 года Тэтчер стала первым премьер-министром Великобритании, которому при жизни установили памятник в британском парламенте (официальное открытие состоялось 21 февраля 2007 года в присутствии бывшего политика). Бронзовая статуя с вытянутой правой рукой расположена напротив статуи политического кумира Тэтчер — Уинстона Черчилля. Тэтчер выступила с короткой речью в Палате общин, заявив, что «я скорее предпочла бы железную статую, но бронза тоже сойдёт… Она не заржавеет».
В конце ноября 2009 года Тэтчер ненадолго вернулась на Даунинг-стрит, 10, чтобы представить публике её официальный портрет, выполненный художником Ричардом Стоуном (англ. Richard Stone), который также создавал портреты Елизаветы II и её матери — Елизаветы Боуз-Лайон. Это событие стало проявлением особого уважения к бывшему премьер-министру, находившемуся ещё при жизни.
На партийной конференции консерваторов 2010 года новый премьер-министр страны Дэвид Кэмерон объявил о том, что вновь пригласит Тэтчер на Даунинг-стрит, 10 по случаю её 85-летия, в честь которого будут устроены торжества с участием бывших и нынешних министров. Однако Маргарет исключила любые торжества, сославшись на грипп. 29 апреля 2011 года Тэтчер была приглашена на свадьбу принца Уильяма и Кэтрин Миддлтон, однако не присутствовала на церемонии из-за плохого самочувствия.

### Болезнь и смерть
В 2002 году Тэтчер пережила несколько микроинсультов, после которых врач посоветовал ей отказаться от участия в публичных мероприятиях и отойти от общественной и политической деятельности. После обморока во время обеда в Палате общин, случившегося 7 марта 2008 года, она была доставлена в больницу Сент-Томас в центральной части Лондона. В июне 2009 года была госпитализирована в связи с переломом руки. С 2005 года до конца жизни страдала деменцией (старческим слабоумием).
В последние годы жизни Маргарет Тэтчер тяжело болела. 21 декабря 2012 года перенесла операцию по удалению опухоли мочевого пузыря. Тэтчер скончалась ранним утром 8 апреля 2013 года на 88-м году жизни в отеле Ритц (англ. The Ritz Hotel, London) в центре Лондона, где проживала после того, как в конце 2012 года её выписали из больницы. Причиной смерти стал инсульт.
Отпевание прошло в Соборе Святого Павла в Лондоне с воинскими почестями. Ещё в 2005 году Тэтчер составила детальный план своих похорон, а подготовка к ним велась с 2007 года — все мероприятия, в которых принимает участие королева, планируются заблаговременно. На своих похоронах, согласно плану, «железная леди» желала присутствия королевы Елизаветы II, членов королевской семьи, а также крупнейших политических деятелей эпохи правления Тэтчер, включая экс-президента СССР Михаила Горбачёва (не смог прибыть по состоянию здоровья). Согласно последней воле Тэтчер, оркестр исполнил избранные произведения английского композитора Эдуарда Элгара. После панихиды состоялась кремация, а прах, согласно воле усопшей, похоронили рядом с мужем Денисом на кладбище военного госпиталя лондонского района Челси. Похороны состоялись 17 апреля и обошлись в 6 миллионов фунтов стерлингов.

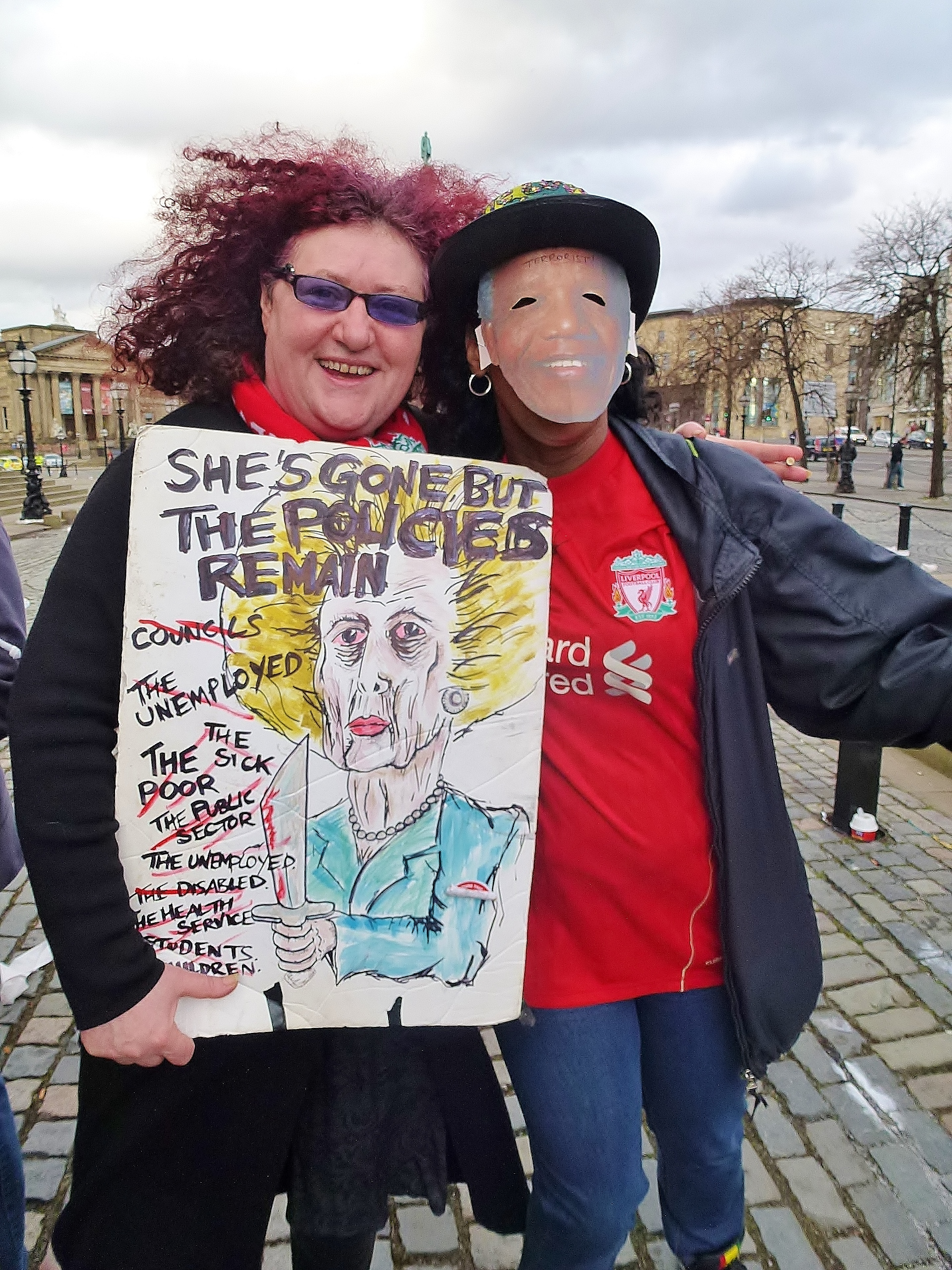
Демонстранты в Ливерпуле во время похорон Тэтчер

Противники Тэтчер, которых тоже немало, бурно праздновали и устраивали уличные вечеринки в честь кончины экс-премьера. При этом исполнялась песня «Динь-дон, ведьма умерла» (англ. Ding Dong! The Witch is Dead) из фильма «Волшебник страны Оз», вышедшего на экраны в 1939 году. В апрельские дни 2013 года песня снова стала популярной и заняла в официальном сводном чарте Великобритании второе место.

## Наследие
Для сторонников Тэтчер остаётся политической фигурой, которая смогла восстановить британскую экономику, нанести существенный удар по профсоюзам и восстановить имидж Великобритании в качестве мировой державы. В период её премьерства с 7 до 25 % возросло количество британских жителей, владевших акциями; более миллиона семей приобрели дома, принадлежавшие ранее муниципальным советам, что увеличило число домовладельцев с 55 до 67 %. Общее личное благосостояние выросло на 80 %. Победа в Фолклендской войне и тесный союз с США также считаются одним из её важнейших достижений.
В то же время период премьерства Тэтчер был отмечен высокой безработицей населения и регулярными забастовками. В вопросе безработицы большинство критиков винят её экономическую политику, которая находилась под сильным влиянием идей монетаризма. Данная проблема, в свою очередь, стала причиной распространения наркомании и семейных разводов. Выступая в апреле 2009 года в Шотландии, накануне тридцатилетней годовщины её избрания в качестве премьер-министра, Тэтчер настаивала на том, что нисколько не жалела о своих действиях в ходе премьерства, в том числе в вопросе введения подушного налога и отказа от субсидирования «устаревшей промышленности, чьи рынки сбыта находились в упадке».
Премьерство Тэтчер стало самым продолжительным в XX веке, со времён премьерства Солсбери (1885, 1886—1892 и 1895—1902) и самым продолжительным непрерывным пребыванием в должности со времён лорда Ливерпуля (1812—1827).

## Известность и популярность
Журнал Time включил Маргарет Тэтчер в сотню выдающихся людей XX века в категории «Лидеры и революционеры».

### Награды

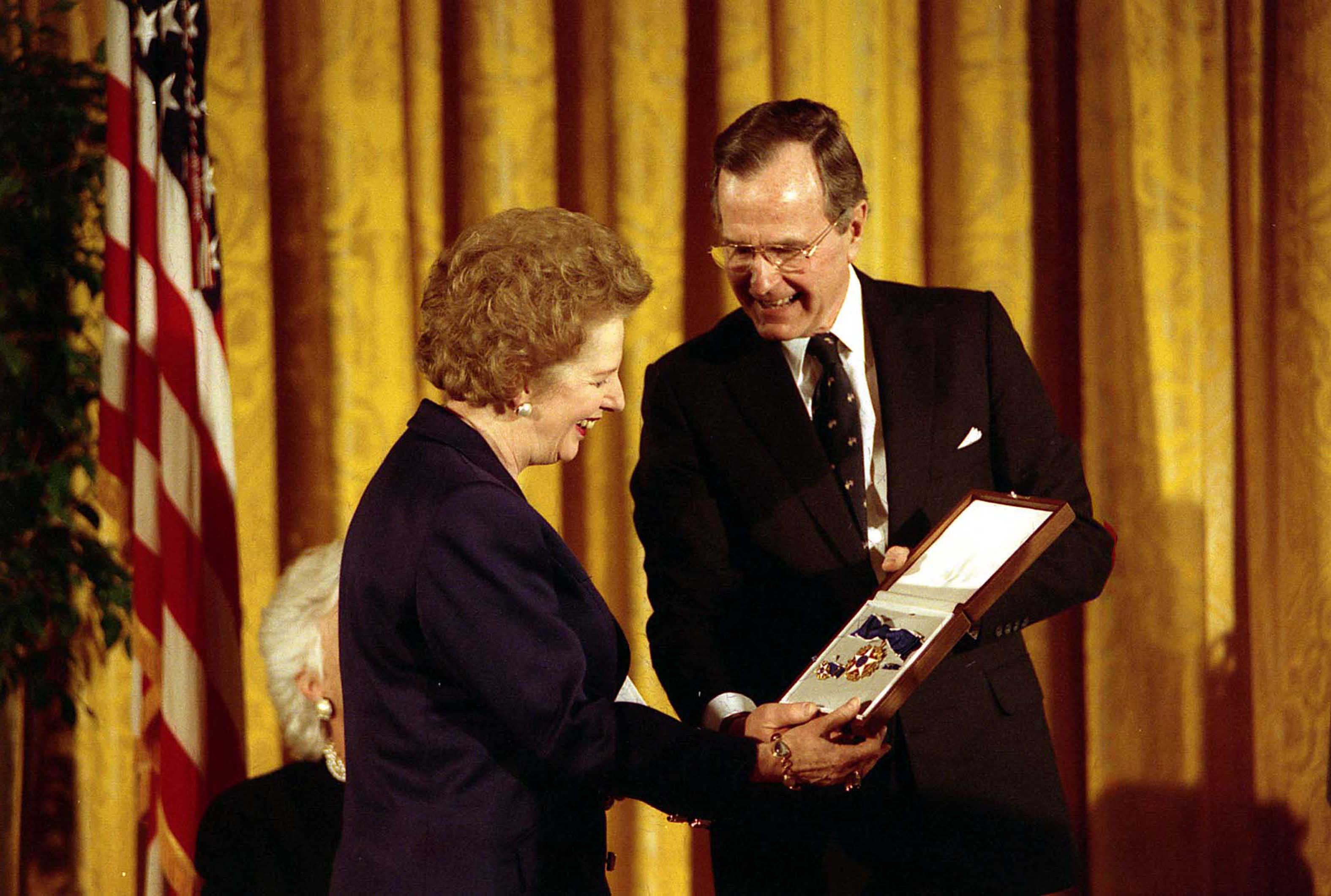
Президент США Джордж Буш ст. вручает Тэтчер Президентскую медаль Свободы (1991 год)

- Заняв в 1970 году пост министра просвещения и науки, Тэтчер стала членом Тайного совета Великобритании[232]. Спустя две недели после ухода с поста она получила Орден Заслуг — отличительный знак членов ограниченного общества (ордена), учреждённого в Великобритании в 1902 году королём Эдуардом VII. Одновременно Денис Тэтчер стал владельцем наследуемого титула — баронетом. В 1992 году Тэтчер стала членом Палаты лордов с присвоением пожизненного пэрства с титулом баронессы Кестивена в графстве Линкольншир и герба[180]. В 1995 году она была назначена Елизаветой II дамой Благороднейшего Ордена Подвязки (высшего рыцарского ордена Великобритании).
- В 1983 году Тэтчер была избрана членом Лондонского королевского общества, а после избрания в 1975 году лидером Консервативной партии стала первой женщиной-полноправным членом (в качестве почётного члена) Карлтонского клуба[233].
- На Фолклендских островах, начиная с 1992 года, ежегодно 10 января отмечается День Маргарет Тэтчер[234] в память о её визите на острова в 1983 году[235][236]. Кроме того, в честь политика была названа улица в Порт-Стэнли, а также полуостров в Южной Георгии[234].
- Тэтчер была награждена Республиканской сенаторской медалью Свободы, а также одной из двух высших наград США для гражданских лиц, вручаемых по решению президента США, — Президентской медалью Свободы. Кроме того, она стала лауреатом Премии Свободы Рональда Рейгана. Тэтчер оказывала содействие стратегическому исследовательскому институту США Heritage Foundation, при котором в 2005 году был создан Центр свободы имени Маргарет Тэтчер[237].
- Орден «Достык» I степени (10 декабря 2001 года, Казахстан) — за значительный вклад в укрепление мира, дружбы и сотрудничества между государствами и народами, а также в связи с 10-летием независимости республики[238].
- В 1998 году Тэтчер было присвоено звание почётного гражданина Загреба[239]. Являлась членом Бильдербергского клуба[240].
- Международная премия Низами Гянджеви (2013 год, Международный центр Низами Гянджеви, Азербайджан)[241].

### Упоминания в культуре
Личность Маргарет Тэтчер упомянута в ряде художественных произведений, в том числе в литературных текстах, телевизионных программах, художественных и документальных фильмах, театральных постановках, музыкальных композициях. В документальной драме «Фолклендская игра», вышедшей в 2002 году на британском телеканале BBC4, роль британского премьер-министра сыграла актриса Патрисия Ходж, а в «Маргарет Тэтчер: Долгий путь к Финчли» — Андреа Райсборо. Кроме того, Тэтчер стала главным героем в таких фильмах, как «Маргарет» (2009; роль исполнила Линдси Дункан) и «Железная леди» (2011; роль исполнила Мерил Стрип). За роль Тэтчер в последнем фильме Мерил Стрип стала обладательницей восьмой статуэтки премии «Золотой глобус», второй статуэтки премии BAFTA и получила третьего «Оскара».
Статья о Тэтчер в Оксфордском биографическом справочнике занимает третье место по объёму — более 33 тысяч слов. Больше только статьи о Шекспире и королеве Елизавете II.

#### Кинематограф
- Джанет Браун — «Решение 79» (1979), «Только для ваших глаз» (1981).
- Морин Липман — «Вода» (1985).
- Кэролайн Бернстайн — «Обратно в дело» (2007), «Я — Боб» (2007).
- Мерил Стрип — «Железная леди» (2011).

#### Телевидение
- Анжела Торн — «Кто-нибудь за Дениса?» (1982), «Данрулин» (1990).
- Стив Нэллон — «Вылитый портрет» (1985—1987), «Вживую из Лондона» (1988), «KYTV» (1989), «Яблочко!» (1990), «Бен Элтон: Человек из Онти» (1990), «Новый госдеятель» (1987—1990), «Паллас» (1992), «Ночь с тысячью лиц» (2001), «В поисках Ла Ше» (2011).
- Хилари Тёрнер — «Первый среди равных» (1986).
- Морин Липман — «Про лицо» (1989).
- «Карточный домик» (1990).
- Сильвия Симс — «Тэтчер: Последние дни» (1991).
- «Карточный домик. Окончательное решение» (1995).
- «Последний дубль» (1995).
- Патрисия Ходж — «Фолклендская игра» (2002).
- Луиза Голд — «Дневники Алана Кларка» (2004).
- Анна Мэсси — «Пиночет в пригороде» (2006).
- Кика Маркхэм — «Линия красоты» (2006).
- Кэролайн Блэкистон — «Кубок!» (2006).
- Элизабет Шеперд — «Оттенки чёрного: История Конрада Блэка» (2006).
- Андреа Райзборо — «Маргарет Тэтчер: Долгий путь к Финчли» (2008).
- Линдси Дункан — «Маргарет» (2009).
- Лесли Мэнвилл — «Королева» (2009).
- «Тэтчер. Женщина на вершине власти» (документальный, 2010)[250].
- «Исторические хроники с Николаем Сванидзе», 84 серия — «1982 год. Маргарет Тэтчер и СССР» (документальный, 2012).
- Джиллиан Андерсон — «Корона (телесериал)» (2016—2020).

#### Театр
- Billy Elliot the Musical (Ли Холл, Стивен Долдри, 2005 — н. в.)

#### Музыка
- Обложка сингла «Women in Uniform» (Iron Maiden, 1980)
- «The Final Cut» (Pink Floyd, 1983)
- «Maggie» (The Exploited, 1985)
- «Maggie» (Chaos U.K., 1982)
- «Heartland» (The The, 1986)
- «Margaret On The Guillotine» (Morrissey, 1988)
- «All My Trials» (Paul McCartney, 1990)
- «Маргарет» (гр. «Электрофорез», 2012)
- «Eyes of Caligula» (The Sisters of Mercy, 2020)